# Shunsuke Nakamura
Shunsuke Nakamura (japonês: 中村 俊輔, Hepburn: Nakamura Shunsuke, 24 de junho de 1978) é um ex-futebolista profissional japonês. Ele é atualmente o  assistente técnico do Yokohama FC. Ele é a única pessoa a ter sido nomeado o Jogador Mais Valioso da J.League mais de uma vez, recebendo o prêmio em 2000 e 2013. Steve Perryman certa vez comentou que Nakamura "poderia abrir uma lata de feijão com o pé esquerdo".
Nakamura começou sua carreira profissional no Yokohama Marinos, clube da J1 League, em 1997, fazendo mais de 400 jogos na liga durante duas passagens pelo clube, totalizando pouco mais de doze temporadas. Entre suas passagens pelo Marinos, Nakamura jogou na Europa com Espanyol, Celtic e Reggina. Durante sua passagem pelo Celtic, ele se tornou um dos melhores jogadores asiáticos que já jogou na Europa; ele foi nomeado para o Ballon d'Or de 2007, foi nomeado Jogador Escocês do Ano e Jogador de Futebol do Ano da Escocia em 2007, e se tornou o primeiro jogador japonês a marcar na Liga dos Campeões da UEFA. As realizações de sua equipe no Celtic incluem vencer a Premier League escocesa em 2006, 2007 e 2008, a Copa da Liga Escocesa em 2006 e 2009 e a Copa da Escócia em 2007.
Nakamura tem 98 jogos e 24 gols pela seleção japonesa de futebol, incluindo participações nas Copa do Mundo da FIFA em 2006 e 2010 e vencendo a Copa Asiática de Seleções em 2000 e 2004; ele foi eleito o Jogador Mais Valioso da competição de 2004. Ele também apareceu no Campeonato Mundial Juvenil da FIFA de 1997 como membro da equipe sub-20 do Japão e nos Jogos Olímpicos de Verão de 2000 como membro da equipe sub-23 do Japão.

## Início de vida
Nascido e criado em Yokohama, Japão, Nakamura começou a jogar futebol competitivo aos 5 anos de idade no clube júnior local Misono FC, onde suas habilidades de jogo já atraíram a atenção dos locais. Na quinta série, ele foi selecionado para a turnê da equipe junior all-star da cidade de Yokohama pela União Soviética, embora a equipe fosse destinada apenas a incluir alunos da sexta série.[carece de fontes?]
Aos 12 anos em 1991, Nakamura ingressou na formação juvenil do Nissan Motors F.C., um dos antecessores do clube conhecido hoje como Yokohama F. Marinos. Enquanto treinava nas categorias de base, Nakamura já estava aprimorando sua técnica de bola parada, praticando cobranças de falta por uma hora todos os dias fora dos treinos da equipe; seus treinadores também reconheceram que ele tinha boas habilidades e técnica com a bola. No entanto, naquela época, Nakamura era fisicamente subdesenvolvido em comparação com seus companheiros de equipe e lutou para fazer a transição para o nível juvenil e, eventualmente, não foi escolhido para o time juvenil.
Em vez de continuar à margem da configuração juvenil da Nissan, Nakamura decidiu se matricular na Tōkō Gakuen High School em Kawasaki, apesar da escola ser uma viagem de duas horas e meia em cada sentido. Nakamura levou Tōkō Gakuen ao torneio nacional de futebol colegial do Japão em 1995 e à final do torneio em 1996. Foi seu desempenho lá que lhe rendeu uma convocação para o Seleção sub-20 do Japão para o Campeonato Juvenil AFC de 1996 e posteriormente para o Campeonato Mundial Juvenil da FIFA de 1997.
Ao se formar na Tōkō Gakuen em 1997, Nakamura atraiu o interesse de vários clubes japoneses de primeira linha, incluindo ofertas de Júbilo Iwata, Verdy Kawasaki e Gamba Osaka.

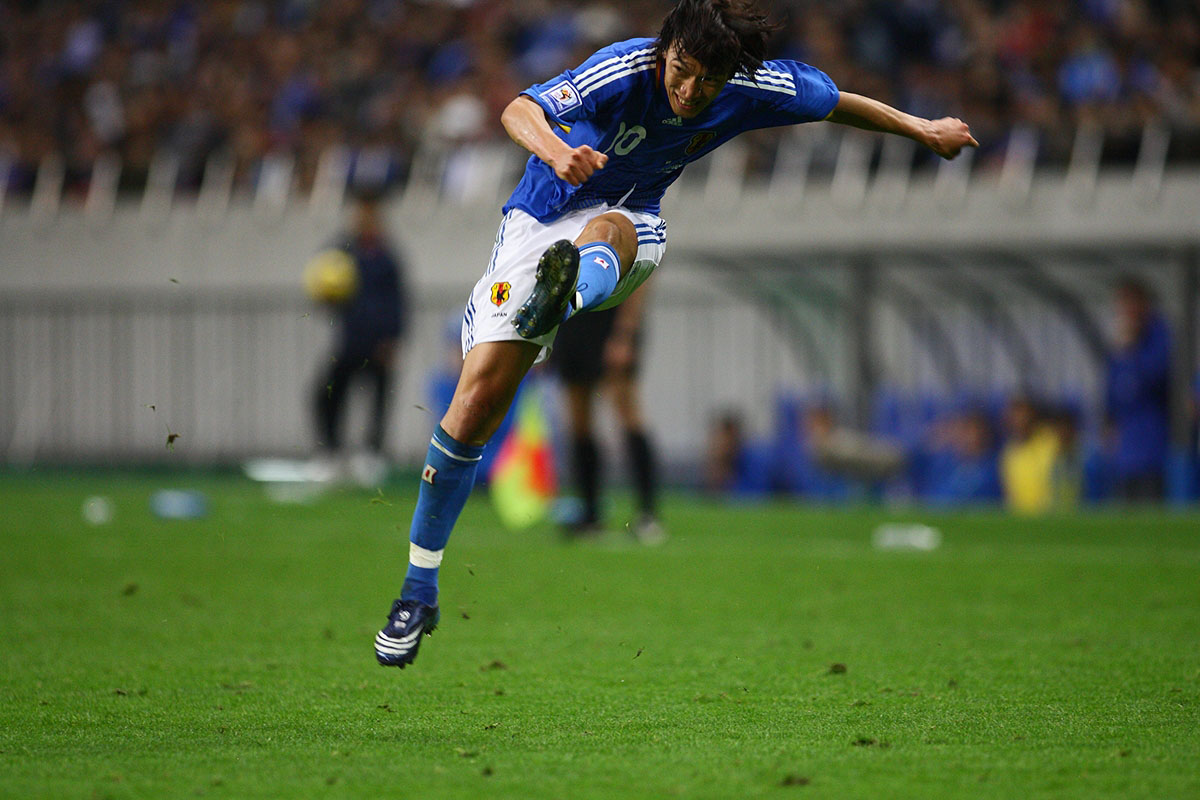
Eliminatórias da Copa do Mundo 2010

## Carreira no clube

### Yokohama Marinos
Em 1997, Nakamura optou por assinar com o clube Yokohama Marinos da Divisão 1 da J.League, o clube cuja formação juvenil ele havia deixado apenas alguns anos antes. Nakamura fez sua estreia com o Marinos em 8 de março em uma partida da Copa da J.League contra o Verdy Kawasaki e sua estreia na liga em 16 de abril contra o Gamba Osaka.[carece de fontes?] Nakamura terminou sua temporada de estreia com 31 partidas e 5 gols.
Nakamura teve sua temporada de estreia no ano seguinte, em 1998, fazendo 37 partidas e marcando 10 gols; sua habilidade de jogo em criar chances de gol para os companheiros também contribuiu para que Nakamura fosse considerado um dos melhores jovens jogadores do Japão. Em 2000, Nakamura teve sua melhor temporada em Yokohama, registrando 5 gols e 11 assistências[carece de fontes?] em jogos da liga, ajudando Marinos vencer a primeira fase do campeonato; Nakamura foi premiado com o J.League Most Valuable Player por suas contribuições. No ano seguinte, Nakamura fez 31 partidas e marcou 5 gols em todas as competições, incluindo 6 partidas e 2 gols na Copa da J.League de 2001, vencida pelos Marinos foram campeões.
Devido ao seu sucesso, Nakamura tornou-se alvo de rumores de transferência de vários clubes europeus, incluindo Real Madrid e vários times da Lega Calcio, como Reggina, Chievo, Perugia, Napoli, Lecce e Atalanta. Nakamura sentiu que tinha que deixar o Japão e jogar na Europa para desenvolver e avançar em sua carreira, especialmente após a decepção de ter sido deixado de fora da seleção do Japão para a Copa do Mundo de 2002. Nakamura deixou Marinos no meio da temporada de 2002 para ingressar na Reggina, recém-promovido à Série A, depois que os clubes concordaram com um empréstimo de 6 meses e taxa de transferência de US $ 3,5 milhões. Antes de sua saída do Marinos, Nakamura permaneceu em sua melhor forma, marcando 4 gols em 8 partidas.

### Reggina
Nakamura chamou a atenção dos olheiros da Reggina após uma partida internacional contra Honduras durante a Copa Kirin de 2002, na qual Nakamura teve um desempenho de destaque e marcou dois gols. A Reggina foi promovida à Série A após a temporada 2001-02 e já estava procurando contratar um jogador famoso por algum tempo. Conta-se que, no dia em que o Reggina garantiu a promoção, o então presidente Pasquale Foti já havia ligado para os Marinos para saber sobre a transferência de Nakamura enquanto os jogadores do Reggina ainda estavam em campo comemorando.
As expectativas para Nakamura eram muito altas; a prestigiosa camisa 10 foi tirada do companheiro de equipe Francesco Cozza e dada a Nakamura, e o clube vendeu 25.000 camisetas de Nakamura nos primeiros cinco meses em que ele esteve no clube. Nakamura respondeu marcando em três partidas consecutivas no início da temporada; no campeonato, Nakamura terminou a temporada com 32 partidas e empatou na liderança do time com 7 gols, ajudando o Reggina a evitar o rebaixamento por pouco (o Reggina derrotou o Atalanta no playoff de rebaixamento).[carece de fontes?]
Nakamura lutou contra lesões em 2003 e limitou-se a apenas 18 partidas na temporada 2003-04 (essas lesões também o levaram a perder um jogo da Copa das Confederações de 2003 contra a Colômbia e o dever da seleção nacional em novembro de 2003). Além disso, Reggina passou por quatro mudanças gerenciais apenas nos primeiros dois anos de Nakamura no clube; Walter Mazzarri, contratado no verão de 2004, já seria o quinto técnico de Nakamura na Reggina. As mudanças frequentes resultaram em Nakamura saindo do banco durante a temporada 2003-04 e não se encaixando bem sob o comando de Mazzarri em 2004-05, quando Reggina marcou apenas 36 gols em toda a campanha da liga, com Nakamura conseguindo contribuir apenas com dois gols (embora cada um tenha ocorrido em vitórias cruciais por 1 a 0 na liga em uma temporada em que o Reggina terminou apenas 2 pontos à frente da zona de rebaixamento).[carece de fontes?] Juntamente com a luta de Reggina para evitar o rebaixamento em todas as temporadas em que esteve no clube, Nakamura ficou preocupado por estar regredindo no futebol de alto nível e decidiu que era hora de seguir em frente.

### Celtic
Nakamura expressou interesse em jogar na Espanha e relatos da mídia o ligaram aos times da La Liga, Atlético Madrid e Deportivo em como aos clubes da Bundesliga Borussia Dortmund e Borussia Mönchengladbach no verão de 2005.[carece de fontes?] Outros clubes europeus, incluindo Leeds United, Lazio, e Parma também manifestaram interesse durante o tempo de Nakamura na Reggina, mas Nakamura acabou optando por ingressar na Premier League escocesa vice-campeão Celtic.

O novo técnico Gordon Strachan ficou interessado em adquirir Nakamura devido às suas aparições na seleção nacional na Copa das Confederações de 2005, em particular por sua atuação contra o Brasil em que Nakamura marcou um gol e ajudou o Japão a empatar por 2–2. O acordo com o Celtic foi concluído em 29 de julho de 2005 por uma taxa de transferência de £ 2,5 milhões, embora Strachan tenha afirmado que a taxa real era muito menor; parte da discrepância pode ser devido ao acordo envolvendo o Celtic garantindo os direitos de imagem do jogador com o objetivo de melhorar o perfil do clube e as vendas de merchandising no Extremo Oriente. Ao dar as boas-vindas a Nakamura no clube, Strachan afirmou que Nakamura "tem imaginação e vê passes que outras pessoas não podem ver".

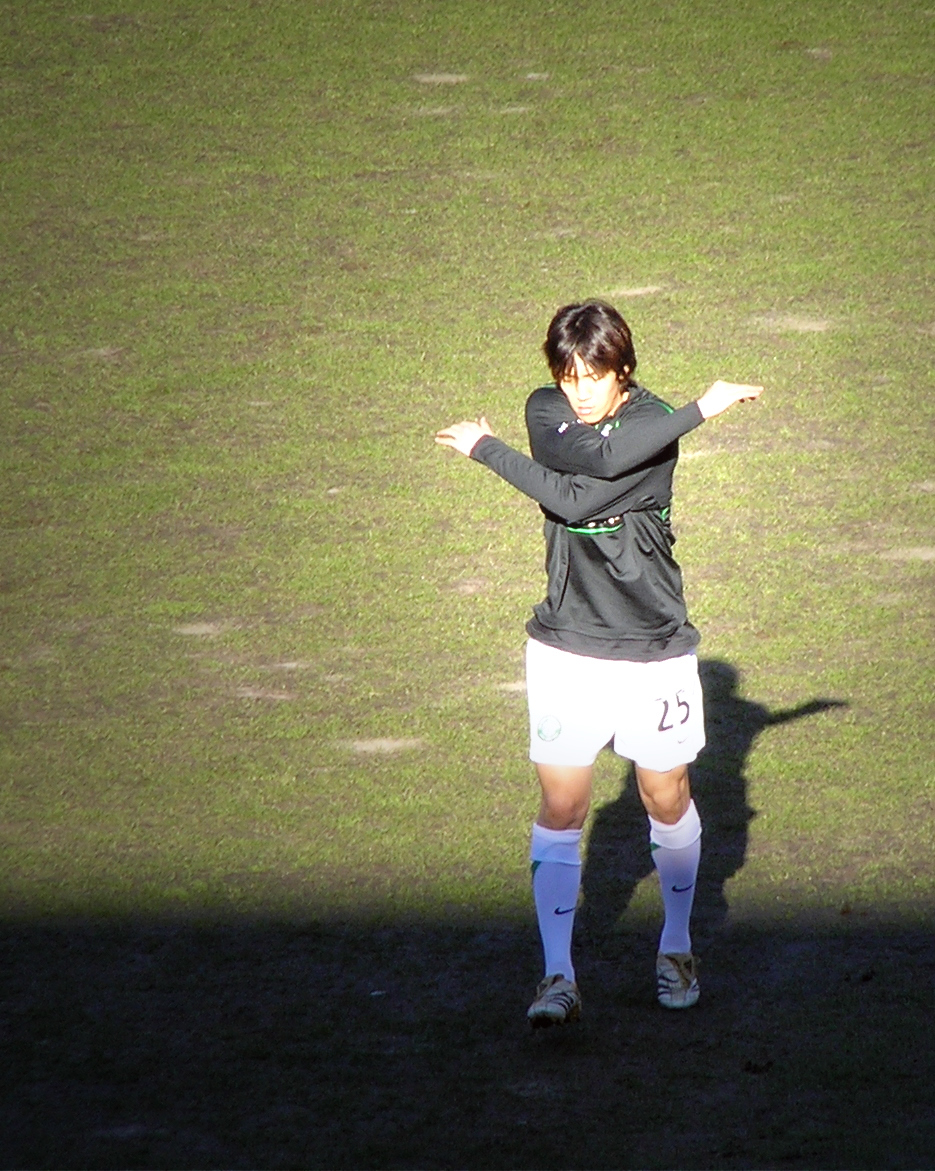
Nakamura se aquecendo antes do confronto do Celtic com o Dundee United em 6 de agosto de 2005

Nakamura ingressou no Celtic em um momento de relativa crise para o clube e para o novo técnico Strachan. O Celtic foi eliminado das competições europeias depois de ser incapaz de superar uma derrota chocante por 0–5 na primeira mão para o Artmedia Bratislava na segunda rodada de qualificação da Liga dos Campeões de 2005–06 e também teve um início desfavorável para a temporada da liga, precisando um empate nos acréscimos de Craig Beattie apenas para empatar com Motherwell na abertura da liga. Por esta razão, Strachan imediatamente inseriu Nakamura na escalação da jornada para o segundo jogo da temporada contra o Dundee United em 6 de agosto, apesar de Nakamura não estar em forma, pois não jogava desde a Copa das Confederações no início do verão. Mesmo assim, Nakamura fez uma excelente estreia e foi eleito o Melhor em Campo, sendo aplaudido de pé pela torcida do Celtic da casa ao ser substituído aos 84 minutos. Tanto Tommy Burns quanto Neil Lennon, na época técnico do time principal e capitão do clube, respectivamente, creditaram a chegada de Nakamura ao Celtic por ajudar a reverter o decepcionante início de temporada do Celtic.

Nakamura terminou sua temporada de estreia no Celtic com 38 partidas, 6 gols e 10 assistências. Sua criatividade, bem como sua ética de trabalho e compostura sob pressão, ganharam elogios de companheiros de equipe, do técnio Gordon Strachan e dos torcedores do Celtic. Ao revisar a temporada de estreia de Nakamura, Strachan disse que "o toque e a visão de Nakamura foram excelentes ... Em assistências para gols, realmente não acho que haja um jogador na Escócia para tocá-lo". Em sua primeira temporada com o Celtic, Nakamura conquistou seus primeiros títulos de clubes importantes, a Premier League escocesa e a Copa da Liga Escocesa.

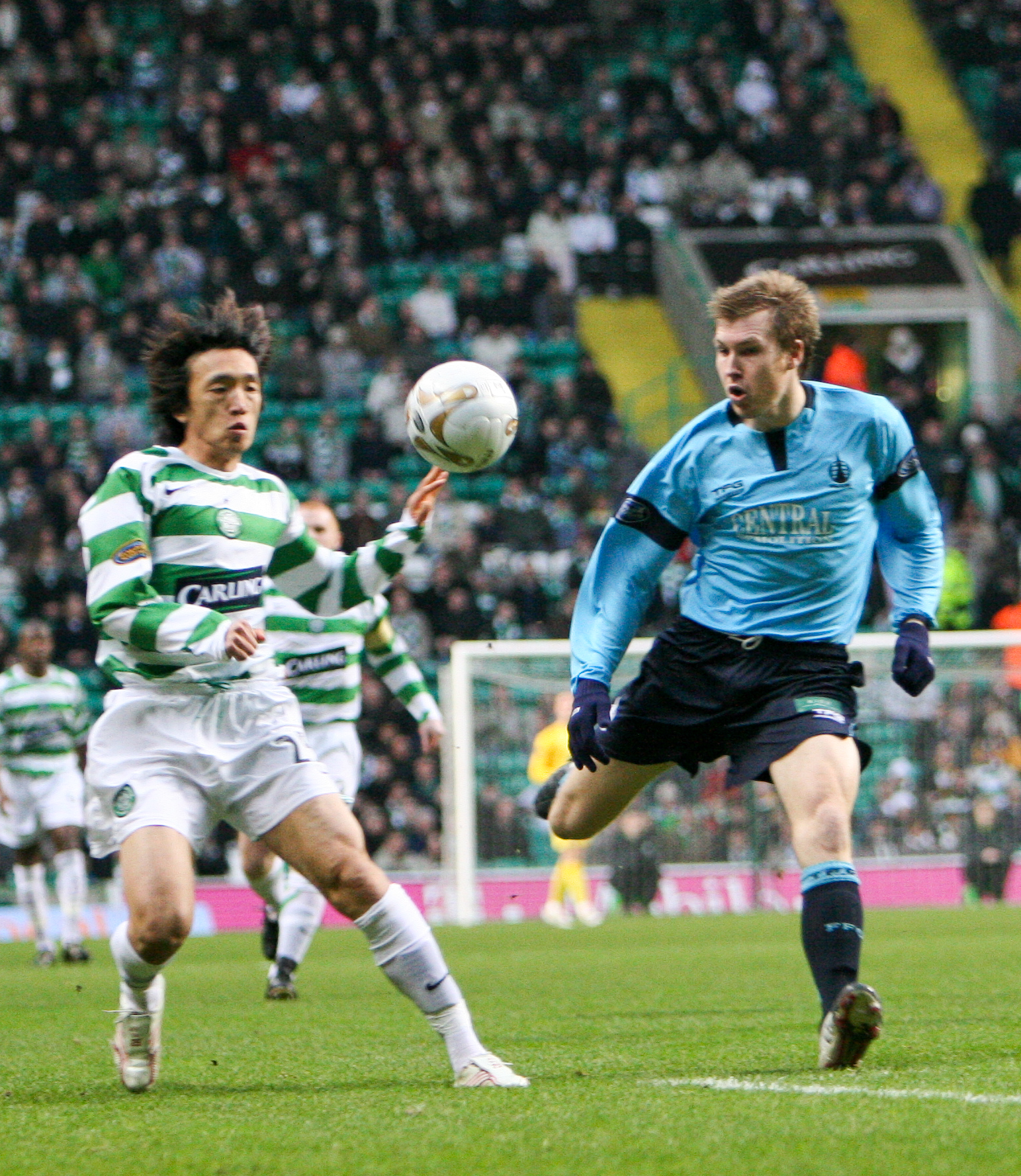
Nakamura lutando pela bola com Karl Dodd de Falkirk durante uma partida em dezembro de 2006

Em sua segunda temporada no Celtic, Nakamura fez sua estreia na Liga dos Campeões em 13 de setembro contra o Manchester United em Old Trafford. Ele marcou de uma cobrança de falta para empatar o jogo em 2–2, tornando-se o primeiro jogador de futebol japonês a marcar um gol na Liga dos Campeões, embora o Celtic tenha perdido por 3–2. Em 14 de outubro, em um jogo da liga contra o Dundee United em Tannadice, Nakamura marcou o primeiro hat-trick de sua carreira no Celtic e ganhou o prêmio de Melhor em Campo; o jogo terminou 4–1 a favor do Celtic.
Em 21 de novembro, Nakamura marcou talvez o gol mais importante de sua carreira com uma cobrança de falta de 30 jardas contra o Manchester United no Celtic Park em um jogo crucial da Liga dos Campeões, levando o Celtic à classificação para a fase eliminatória da Liga dos Campeões pela primeira vez. O comentárista da Sky Sports e lenda do Southampton, Matt Le Tissier, mais tarde classificou a cobrança de falta de Nakamura como um dos cinco melhores gols de bola parada que ele já viu. Em 26 de dezembro, Nakamura passou a bola sobre o goleiro do Dundee United, Derek Stillie, no Celtic Park; o gol rendeu a Nakamura o prêmio SPL de Gol da Temporada. Foi o desempenho de Nakamura nos últimos 20 minutos do jogo que permitiu ao Celtic escapar com um ponto, levando Gordon Strachan a proclamá-lo "um gênio". Em 25 de fevereiro, durante as quartas-de-final da Copa da Escócia entre Celtic e Inverness Caledonian Thistle, Nakamura quebrou um osso da mão esquerda após um jogador do Inverness pisar nele. Mesmo assim, Nakamura disputou a próxima partida em 3 de março contra o Dunfermline Athletic. O técnico do Hoops, Gordon Strachan, insistiu que o Celtic não poderia jogar a segunda mão da partida da Liga dos Campeões contra o AC Milan em San Siro sem ele. Ele jogou em ambas as mãos da partida, a primeira das quais foi um empate em 0-0 no Celtic Park, com o Milan vencendo o empate por 1-0 após a prorrogação no San Siro.
Em 22 de abril, o Celtic conquistou seu 41º campeonato, o segundo consecutivo. O título foi conquistado de forma dramática por uma cobrança de falta nos acréscimos de Nakamura na vitória por 2 a 1 contra o Kilmarnock. O resultado deixou o Celtic com 13 pontos de vantagem sobre o Rangers, com quatro partidas restantes. Muito apropriadamente, mais tarde naquele dia, Nakamura foi reconhecido por seus colegas com o prêmio de Jogador Escocês do Ano. Isso foi seguido em maio com o prêmio de Jogador de Futebol do Ano da SFWA e os prêmios de Jogador do Ano e Jogador do Ano dos Fãs na cerimônia de premiação do Celtic no final da temporada.
Devido à forma de Nakamura, rumores de transferência novamente surgiram durante a janela de verão, sugerindo que Nakamura poderia exercer uma cláusula de rescisão em seu contrato para ingressar em um dos outros clubes de elite da Europa, incluindo o Liverpool; no entanto, Nakamura reiterou seu desejo de permanecer no Celtic.[carece de fontes?]
Nakamura teve pouca participação na primeira parte da campanha do Celtic em 2007-08 devido a uma lesão no joelho que foi inicialmente contraída em uma partida de qualificação da Liga dos Campeões contra o Spartak Moskva em agosto de 2007. Nakamura tentou jogar durante a lesão, incluindo entrar em campo como substituto aos 85 minutos em uma partida da fase de grupos da Liga dos Campeões contra o AC Milan e envolvido na preparação para a vitória de Scott McDonald nos acréscimos. No entanto, Nakamura acabou agravando repetidamente a lesão, inclusive em uma partida contra o Motherwell em 27 de outubro, após a qual uma ressonância magnética revelou danos nos nervos próximos a um ligamento do joelho e Nakamura ficou de fora por quase três meses. Durante este tempo, o Celtic caiu do topo da tabela para o segundo lugar; o companheiro de equipe Artur Boruc chamou a ausência de Nakamura de "a grande diferença" na queda de forma do Celtic. Nakamura voltou a jogar no dia 12 de janeiro, pela partida do Celtic pela Copa da Escócia contra o Stirling Albion, na qual marcou um gol.
Em 16 de abril, em um jogo crucial da liga Old Firm que o Celtic teve que vencer para evitar que o Rangers, rival de Glasgow, ganhasse o título da liga, Nakamura marcou seu primeiro gol contra o Rangers, tornando-se o primeiro jogador japonês a marcar em um jogo da Old Firm. Normalmente, era um gol fantástico, desta vez um voleio de 30 jardas. Mais tarde, ele teve um remate à baliza desviado da linha por uma bola de mão de Carlos Cuéllar na mesma partida; embora McDonald tenha perdido o pênalti seguinte, o Celtic acabou vencendo o jogo por 2–1. O Celtic conquistou o título da liga no último dia da temporada, seu terceiro título consecutivo.
Em 13 de setembro, Nakamura jogou sua 100ª partida da Premier League escocesa em uma vitória por 4–2 contra o Motherwell.
Em 28 de fevereiro de 2009, ele marcou um hat-trick contra o St Mirren na vitória por 7-0, Ao fim desta temporada, surgiram vários boatos, Nakamura dizia querer cumprir seu contrato até o fim e depois ir para o Yokohama F-Marinos encerrar a carreira, a partir disso, vários jornais deram como certa sua ida para Yokohama, porém surgiram novas possibilidades, e Nakamura acabou acertando com o RCD Espanyol da Espanha, para realizar seu sonho de jogar La Liga

### Espanyol

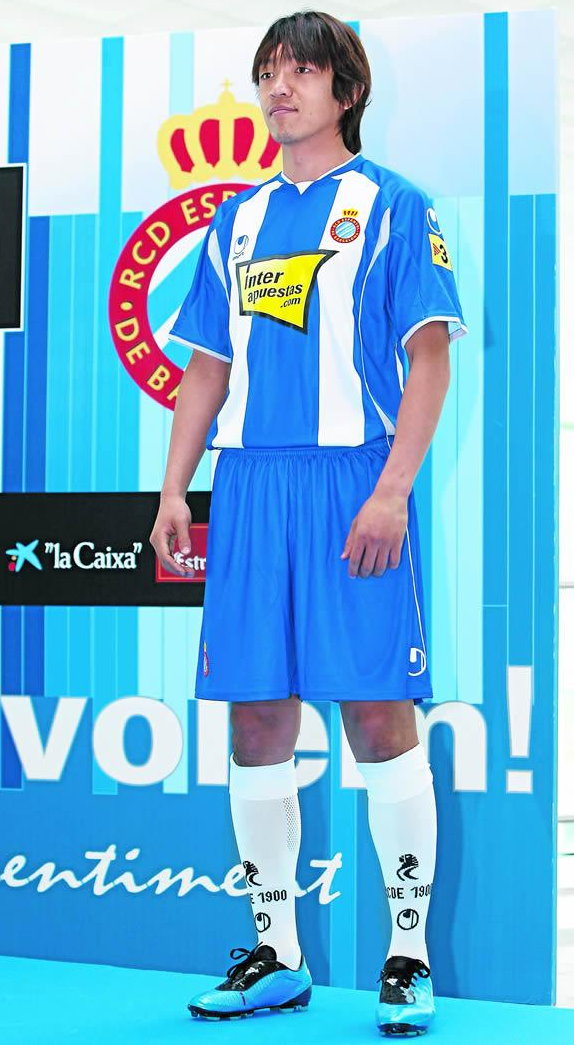
Nakamura durante sua apresentação no Espanyol em 21 de agosto de 2009

A mídia presumiu que Nakamura retornaria ao clube de sua cidade natal, Yokohama F. Marinos, depois que seu contrato de quatro anos com o Celtic expirou no final de junho de 2009; no entanto, as negociações fracassaram sobre os termos do contrato. Em 22 de junho, Nakamura concordou com um contrato de dois anos com o Espanyol, da La Liga.
Nakamura fez sua estreia com o Espanyol na primeira partida da liga da temporada 2009-2010 contra o Athletic Bilbao, jogando o jogo inteiro. No entanto, com o passar da temporada, Nakamura perdeu seu lugar no time titular, passando um tempo significativo no banco e sendo a maioria das partidas como reserva.
Em dezembro, a equipe do Espanyol expressou preocupação com a lenta adaptação de Nakamura à Espanha e ao futebol espanhol, com o técnico Mauricio Pochettino sugerindo que a maioria das questões era cultural. Apesar das garantias do Espanyol no final de janeiro de que Nakamura ainda tinha futuro no clube, o Espanyol reconheceu que durante a janela de transferências de inverno eles aceitaram uma oferta do Middlesbrough, que queria reunir Nakamura com o novo técnico Gordon Strachan mas havia dúvidas sobre se Nakamura aceitaria jogar por um clube da segunda divisão. No mês seguinte, o Espanyol havia colocado Nakamura na lista de transferências; relatos da mídia citaram problemas de linguagem e comunicação. Em 26 de fevereiro, Marinos concordou com uma taxa de transferência de € 1 milhão. Nakamura reconheceu que seu retorno a Marinos foi em grande parte devido a garantir tempo de jogo para que ele fosse selecionado e pronto para a Copa do Mundo de 2010.

### Yokohama F. Marinos
Nakamura voltou ao Yokohama F. Marinos para a temporada 2010 da J.League - 8 anos depois de deixar o clube para jogar na Europa. Nakamura disputou 32 dos 34 jogos de Marinos no campeonato em sua primeira temporada no clube, incluindo 31 partidas e 5 gols.
Em 2011, Naka foi Nomeado o Capitão da temporada do Marinos e levou o time a melhor campanha na J.League desde 2004 sendo Campeão Simbólico do 1°Turno, com 5 Assistências e 2 gols. Daí veio à tragédia, A morte de Naoki Matsuda um dos maiores ídolos do Marinos e time sentiu muito essa grande perda e caíram de rendimento e logo depois Nakamura sofre uma lesão na perna esquerda e nisso Infelizmente o Marinos terminou a J.League em quinto;
Em 2012, continuou como o Capitão, e terminou a J.League em quarto lugar.
Durante a temporada de 2013, Nakamura fez 33 partidas e marcou 10 gols no campeonato. Ele também fez 10 partidas e marcou 2 gols na Copa do Imperador de 2013, vencida pelos Marinos. Sua contagem de gols na liga incluiu um gol de falta contra Oita Trinita em 27 de outubro, o 17º gol de Nakamura na J1 League, ultrapassando Yasuhito Endo para o recorde de todos os tempos da liga. No entanto, Nakamura foi afastado devido a uma lesão no final da temporada e os Marinos perderam três de seus últimos quatro jogos, terminando um ponto atrás do Sanfrecce Hiroshimana corrida pelo título. Nakamura descreveu o colapso de Marinos como o "pior momento" de sua carreira.[carece de fontes?] No entanto, Nakamura foi premiado com o J.League Most Valuable Player por suas contribuições, tornando-se o primeiro e único vencedor várias vezes e, na época, o mais antigo ganhador do prêmio. e foi Campeão da Copa do Imperador 2013.
E em 2014 depois de 12 anos, Nakamura decidiu voltar a usar a camisa 10.
Em 2015, Nakamura se tornou o jogador que mais marcou gols de falta na história da J.League com 21 gols.
Durante a temporada de 2016, Nakamura se tornou o capitão mais antigo da história de Marinos, ultrapassando Masami Ihara. Ele também marcou gols de falta contra o Avispa Fukuoka em 5 de março e contra o Gamba Osaka em 2 de abril, seus 21º e 22º gols de falta direta na J.League, estendendo ainda mais o recorde de todos os tempos da liga.
Após o final da temporada de 2016, Júbilo Iwata, rival da J1 League, fez uma oferta de contrato plurianual a Nakamura. Isso levou à especulação da mídia em dezembro de que Nakamura estava infeliz em Marinos devido à interferência nas decisões de jogadores e funcionários do City Football Group, que assumiu uma participação de 20% na Marinos em 2014. Júbilo Iwata confirmou a contratação de Nakamura no dia 8 de janeiro. Nakamura reiterou seu desejo de se aposentar com o clube de infância Marinos - o único clube pelo qual jogou na J.League - e expressou desapontamento por nunca ter conquistado um título da liga com o Marinos, mas citou a contínua interferência das partes interessadas como a criação de uma atmosfera onde "todos os dias havia coisas que eu achava que estavam erradas" e ele não conseguia "enfrentar o futebol direito". Nakamura supostamente aceitou um salário anual de ¥ 80 milhões de Júbilo Iwata, apesar de uma oferta de extensão de contrato de Marinos no valor de ¥ 120 milhões anuais. O gerente geral do Marinos,Takao Toshishige [ja] lamentou publicamente o fracasso do clube em assinar novamente com Nakamura, dizendo: "Não podemos absolutamente permitir que algo assim aconteça novamente. Um oficial de Marinos afirmou que, devido à popularidade de Nakamura com os fãs, sua saída pode resultar em uma queda de um terço na receita anual de Marinos.

### Júbilo Iwata
No dia 08 janeiro 2017 o capitão e meia do Marinos, Shunsuke Nakamura anunciou que irá embora do Yokohama F. Marinos. Por causa da parceira entre o Marinos e o Manchester City, que tem 20% de direitos do time japonês, Nakamura indignado com as interferências por parte do time ingles decidiu deixar o Marinos o seu time do coração e foi pra o Jubilo Iwata.

### Yokohama FC
Em 11 de julho de 2019, Nakamura mudou-se para o Yokohama FC, clube da J2 League. Como ele imediatamente se tornou uma das figuras mais experientes no vestiário, ao lado de Kazuyoshi Miura, Nakamura fez seis aparições na temporada de 2019, marcando um gol enquanto Yokohama terminava em segundo lugar na liga (atrás apenas dos vencedores do título Kashiwa Reysol) e ganhou a promoção de volta à J1 League.
Depois de mais dez partidas durante a temporada de 2020, com seu time terminando em 15º na tabela, durante a temporada de 2021 Nakamura disputou mais doze partidas (mais uma partida cada na Copa da Liga e na Copa do Imperador) enquanto Yokohama terminou em último lugar na liga e conseguiu rebaixado. Porém, no dia 22 de dezembro de 2021, o clube anunciou que o meio-campista havia acabado de prorrogar seu contrato com eles por mais um ano. Nakamura anunciou sua aposentadoria oficial do futebol em 17 de outubro de 2022.
Em 2022 anunciou que iniciará sua segunda carreira como treinador do Yokohama FC a partir da temporada de 2023.
Em 17 de dezembro de 2023 fez um amistoso de despedida no Estádio NHK Spring Mitsuzawa.

## Carreira internacional

### Seleções nacionais juvenis

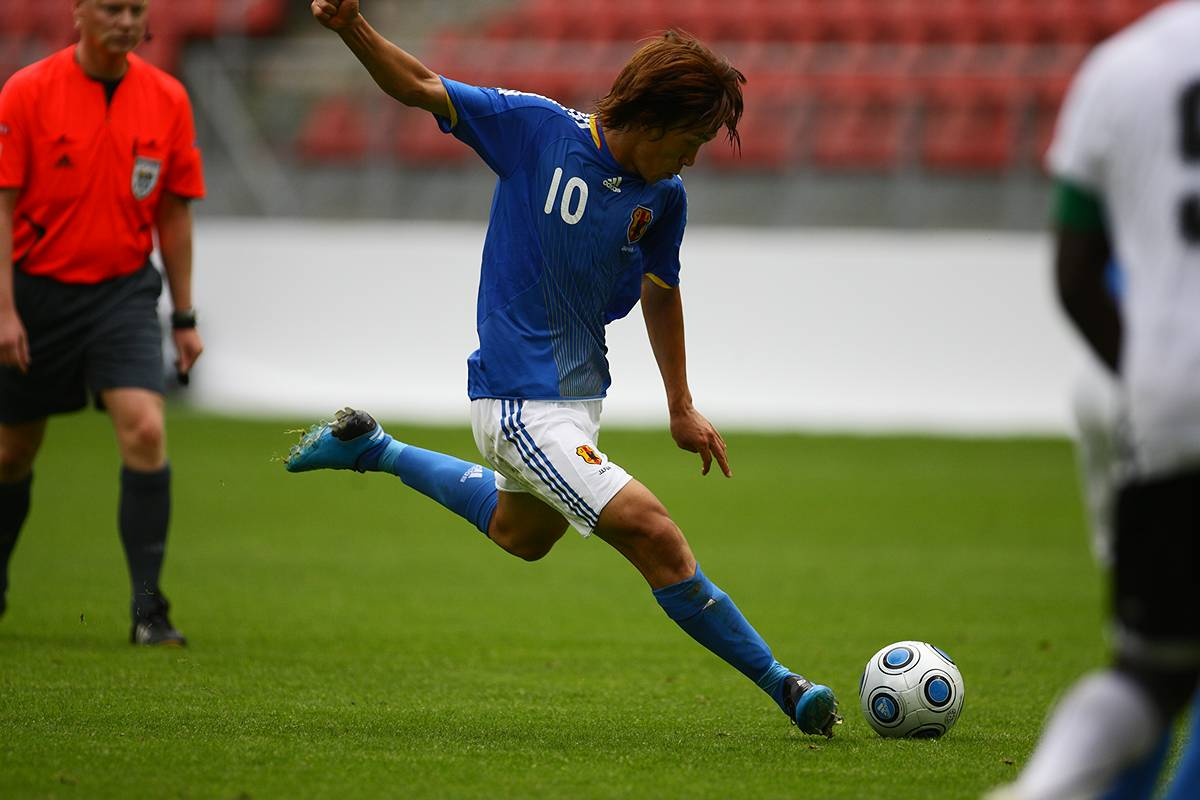
Nakamura jogando pelo Japão contra Gana em setembro de 2009

A carreira de Nakamura na seleção nacional do Japão começou em 1996 como o único jogador do ensino médio selecionado para a seleção Sub-19 do Campeonato Juvenil da Ásia. No ano seguinte, ele integrou a seleção sub-20 do Japão que terminou entre as oitavas de final do Campeonato Mundial Juvenil de 1997.
Em 1999, Nakamura foi selecionado como membro da equipe Sub-23 do Japão, que venceu todas as partidas das eliminatórias asiáticas na corrida para os Jogos Olímpicos de 2000 em Sydney. Nakamura formou uma combinação letal no meio-campo de ataque com Shinji Ono em um time que formaria o núcleo da seleção japonesa, e incluía Atsushi Yanagisawa, Junichi Inamoto e Naohiro Takahara. Em Sydney, o Japão chegou às quartas de final.

### Sob Troussier
Nakamura fez sua estreia na seleção principal em 13 de fevereiro de 2000, em uma partida pelas eliminatórias da Copa da Ásia contra Cingapura. Ele marcou seu primeiro gol pela seleção nacional contra o Brunei na partida seguinte, em 16 de fevereiro de 2000, também nas eliminatórias para a Copa da Ásia.
Depois de desempenhar um papel fundamental no campeonato do Japão na Copa da Ásia de 2000, Nakamura parecia ter consolidado seu lugar na seleção nacional, tendo disputado todas as partidas do torneio. No entanto, sua carreira na seleção nacional deu uma guinada acentuada em um amistoso em 25 de março de 2001, uma humilhante derrota por 5 a 0 para a França. Ele não voltou a jogar pelo time comandado pelo técnico Philippe Troussier até quase um ano depois, em um amistoso contra a Ucrânia em 21 de março de 2002.
Embora Nakamura tenha disputado quatro amistosos antes das finais da Copa do Mundo de 2002, ele foi deixado de fora da equipe de 23 jogadores, para decepção dos torcedores. No penúltimo amistoso para a Copa do Mundo contra Honduras, ele marcou dois gols, um deles um chute certeiro feito direto de escanteio. No entanto, ele contraiu uma lesão no joelho contra Honduras e não jogou no amistoso final, uma derrota por 3 a 0 contra a Noruega, e acabou não sendo escolhido para a seleção da Copa do Mundo.
Apesar dos talentos de Nakamura, Troussier não conseguiu encontrar um lugar para ele em seu sistema rígido e defensivo. Ele acreditava que Nakamura não tinha físico e resistência para jogar no centro ou na esquerda do meio-campo, e tinha um excesso de jogadores em ambas as posições.

### Sob Zico e Osim e Okada
Após a Copa do Mundo, Troussier renunciou ao cargo de técnico do Japão e foi substituído pelo ex-astro do Brasil e do Kashima Antlers, Zico. O novo técnico imediatamente trouxe o talentoso jogador de volta à seleção, titular Nakamura em sua estreia contra a Jamaica.
Zico elogiou a melhora de Nakamura desde 2002, especialmente seu desenvolvimento físico, afirmando: "Sem dúvida, ele melhorou muito desde sua transferência para a Série A. Ele é a alma do nosso meio-campo".[carece de fontes?] Nakamura floresceu sob o estilo de ataque de Zico e conquistou seu lugar como o craque central. Ele levou o Japão ao campeonato na Copa da Ásia de 2004, onde foi eleito o Jogador Mais Valioso e se classificou para as Finais da Copa do Mundo de 2006. Nakamura também estrelou pelo Japão na Copa das Confederações de 2003 e 2005, marcando um total de 4 gols em 5 partidas.
Nakamura foi suspenso para a partida de qualificação para a Copa do Mundo contra a Coreia do Norte em 8 de junho de 2005, que garantiu a vaga do Japão nas finais de 2006 ele, no entanto, desempenhou um papel fundamental na fase de qualificação e substituiu Hidetoshi Nakata como o principal armador do ataque japonês durante esse período.
Na Copa do Mundo da FIFA de 2006, Nakamura marcou o polêmico gol de abertura no primeiro jogo do Japão contra a Austrália, que a Austrália voltou para vencer por 3–1.
Após a desilusão, o Japão teve Ivica Osim como novo técnico e Nakamura continuava sendo o jogador fundamental e o craque do time, belas atuações nos títulos da Kirin Cup em 2007 e Copa das 4 nações em 2007 e bem na Copa da Ásia 2007, em que o Japão ficou com o quarto lugar por não levar o torneio muito a sério.

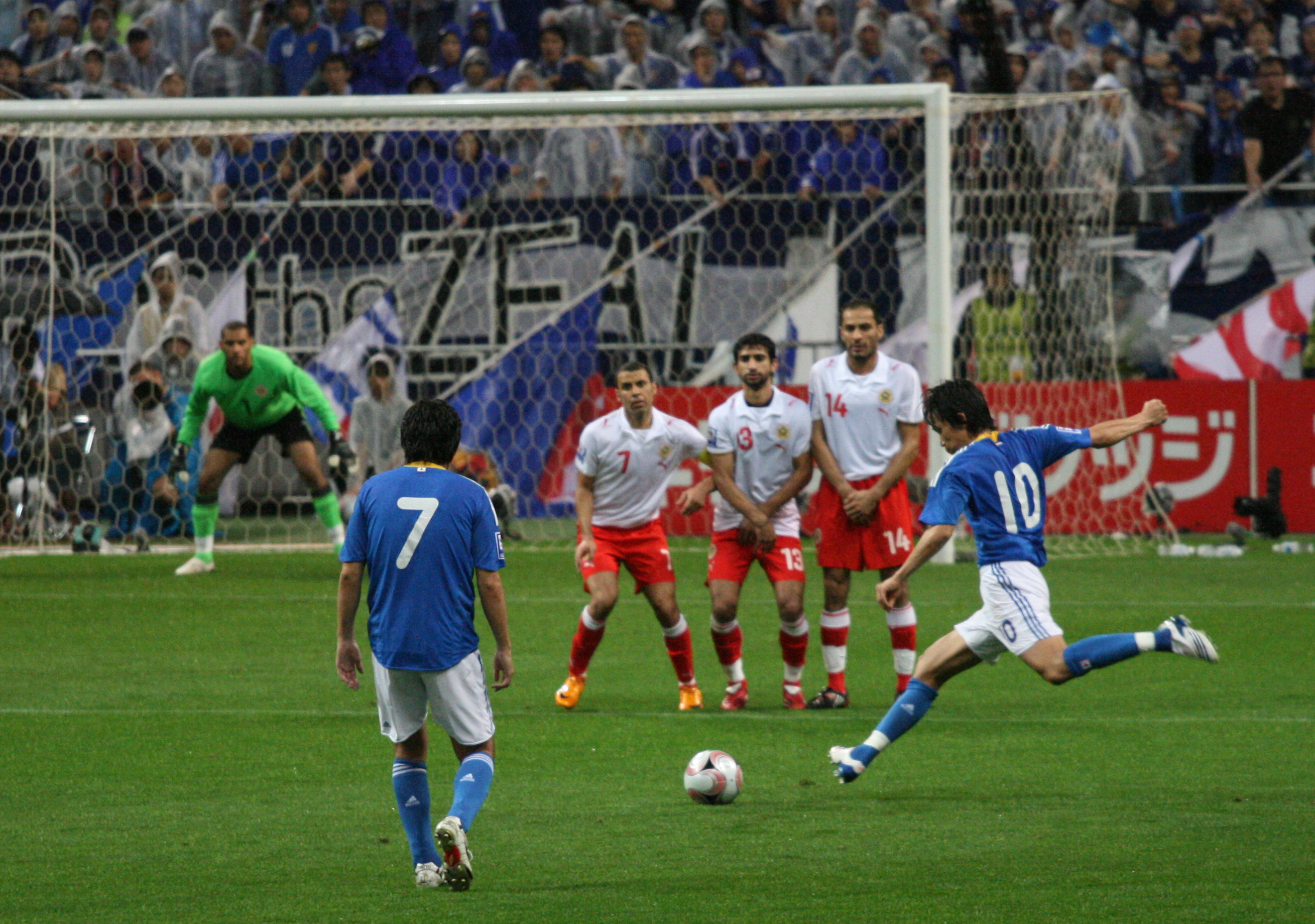
cobrando falta

Após a Copa da Ásia de 2007, Takeshi Okada era o novo técnico e Nakamura ganhou a Kirin Cup 2008 e 2009, e foi importante na classificação da seleção a Copa do Mundo FIFA de 2010 e era titular e um dos principais jogadores do time, mesmo jogando bem abaixo do que podia. Após o problema no Espanyol de Adaptação, passou por um mau momento e também teve uma Lesão e acabou sendo reserva na Copa 2010. Jogando somente contra a Holanda. Nakamura ficou muito triste e chegou a dizer que ele e a Copa do Mundo não se davam bem juntos, se referindo as Lesões em 2002 e 2006 e 2010 e com muita tristeza para ele e todos os fãs, anunciou sua aposentadoria da seleção após a Copa.

## Carreira gerencial
Em 18 de janeiro de 2023, foi anunciado que Nakamura se tornaria o assistente técnico do Yokohama FC antes da temporada de 2023.

## Vida pessoal
Nakamura se casou com uma ex-celebridade japonesa em 2004. Nesse mesmo ano, nasceu seu primeiro filho. Seu segundo filho nasceu em 15 de janeiro de 2008 em Glasgow, Escócia. De acordo com o Evening Times, ele é fã das séries de videogames Grand Theft Auto e Gran Turismo. Ele apareceu na capa (alguns deles com Zico) dos lançamentos japoneses da série de videogames Winning Eleven da Konami (WE 5, WE 9, WE 9: Ubiquitous Evolution e WE 10) em 2001, 2005 e 2006. Ele também apareceu na capa da Namco, Football Kingdom Trial Edition em 2004. Ele é o promotor pago da rede de eletrônicos Yamada. Seu atual patrocinador de chuteiras é a Adidas.[carece de fontes?] Nakamura ilustoru a precisão de seus chutes livres com apresentações inovadoras na televisão, incluindo derrubar enfeites do topo de um bolo de casamento sem afetar o bolo em si e acertar uma bola na janela de um ônibus em movimento.

## Estatísticas de carreira

### Clube
- Atualizado até Final da temporada de 2022[115][116][117][118]

| Clube               | Temporada      | Liga                    | Liga      | Liga  | copa nacional | copa nacional | Taça da Liga | Taça da Liga | Continental | Continental | Outro     | Outro | Total     | Total |
| Clube               | Temporada      | Divisão                 | Aparições | Golos | Aparições     | Golos         | Aparições    | Golos        | Aparições   | Golos       | Aparições | Golos | Aparições | Golos |
| ------------------- | -------------- | ----------------------- | --------- | ----- | ------------- | ------------- | ------------ | ------------ | ----------- | ----------- | --------- | ----- | --------- | ----- |
| Yokohama F. Marinos | 1997           | J1 League               | 27        | 5     | 1             | 0             | 3            | 0            | —           | —           | —         | —     | 31        | 5     |
| Yokohama F. Marinos | 1998           | J1 League               | 33        | 9     | 0             | 0             | 4            | 1            | —           | —           | —         | —     | 37        | 10    |
| Yokohama F. Marinos | 1999           | J1 League               | 26        | 7     | 3             | 1             | 4            | 0            | —           | —           | —         | —     | 33        | 8     |
| Yokohama F. Marinos | 2000           | J1 League               | 30        | 5     | 2             | 0             | 4            | 1            | —           | —           | 2         | 0     | 38        | 6     |
| Yokohama F. Marinos | 2001           | J1 League               | 24        | 3     | 1             | 0             | 6            | 2            | —           | —           | —         | —     | 31        | 5     |
| Yokohama F. Marinos | 2002           | J1 League               | 8         | 4     | 0             | 0             | 0            | 0            | —           | —           | —         | —     | 8         | 4     |
| Yokohama F. Marinos | Total          | Total                   | 148       | 33    | 7             | 1             | 21           | 4            | —           | —           | 2         | 0     | 178       | 38    |
| Reggina             | 2002–03        | Serie A                 | 31        | 7     | 4             | 1             | —            | —            | —           | —           | 1         | 0     | 36        | 8     |
| Reggina             | 2003–04        | Serie A                 | 16        | 2     | 2             | 0             | —            | —            | —           | —           | —         | —     | 18        | 2     |
| Reggina             | 2004–05        | Serie A                 | 33        | 2     | 0             | 0             | —            | —            | —           | —           | —         | —     | 33        | 2     |
| Reggina             | Total          | Total                   | 80        | 11    | 6             | 1             | —            | —            | —           | —           | 1         | 0     | 87        | 12    |
| Celtic              | 2005–06        | Scottish Premier League | 33        | 6     | 1             | 0             | 4            | 0            | —           | —           | —         | —     | 38        | 6     |
| Celtic              | 2006–07        | Scottish Premier League | 37        | 9     | 5             | 0             | 0            | 0            | 8           | 2           | —         | —     | 50        | 11    |
| Celtic              | 2007–08        | Scottish Premier League | 26        | 6     | 4             | 1             | 0            | 0            | 6           | 1           | —         | —     | 36        | 8     |
| Celtic              | 2008–09        | Scottish Premier League | 32        | 8     | 2             | 0             | 3            | 1            | 5           | 0           | —         | —     | 42        | 9     |
| Celtic              | Total          | Total                   | 128       | 29    | 12            | 1             | 7            | 1            | 19          | 3           | —         | —     | 166       | 34    |
| Espanyol            | 2009–10        | La Liga                 | 13        | 0     | 2             | 0             | —            | —            | —           | —           | —         | —     | 15        | 0     |
| Yokohama F. Marinos | 2010           | J1 League               | 32        | 5     | 2             | 1             | 1            | 0            | —           | —           | —         | —     | 35        | 6     |
| Yokohama F. Marinos | 2011           | J1 League               | 24        | 4     | 5             | 2             | 2            | 0            | —           | —           | —         | —     | 31        | 6     |
| Yokohama F. Marinos | 2012           | J1 League               | 31        | 6     | 5             | 2             | 3            | 0            | —           | —           | —         | —     | 39        | 8     |
| Yokohama F. Marinos | 2013           | J1 League               | 33        | 10    | 5             | 1             | 10           | 2            | —           | —           | —         | —     | 48        | 13    |
| Yokohama F. Marinos | 2014           | J1 League               | 32        | 3     | 0             | 0             | 1            | 0            | 5           | 0           | 1         | 0     | 39        | 3     |
| Yokohama F. Marinos | 2015           | J1 League               | 19        | 3     | 2             | 0             | 1            | 0            | —           | —           | —         | —     | 22        | 3     |
| Yokohama F. Marinos | 2016           | J1 League               | 19        | 4     | 3             | 1             | 1            | 1            | —           | —           | —         | —     | 23        | 6     |
| Yokohama F. Marinos | Total          | Total                   | 190       | 35    | 22            | 7             | 19           | 3            | 5           | 0           | 1         | 0     | 237       | 45    |
| Júbilo Iwata        | 2017           | J1 League               | 30        | 5     | 1             | 0             | 0            | 0            | —           | —           | —         | —     | 31        | 5     |
| Júbilo Iwata        | 2018           | J1 League               | 16        | 0     | 0             | 0             | 2            | 0            | —           | —           | —         | —     | 18        | 0     |
| Júbilo Iwata        | 2019           | J1 League               | 2         | 0     | 0             | 0             | 0            | 0            | —           | —           | —         | —     | 2         | 0     |
| Júbilo Iwata        | Total          | Total                   | 48        | 5     | 1             | 0             | 2            | 0            | —           | —           | —         | —     | 51        | 5     |
| Yokohama FC         | 2019           | J2 League               | 10        | 1     | 1             | 0             | —            | —            | —           | —           | —         | —     | 11        | 1     |
| Yokohama FC         | 2020           | J1 League               | 10        | 0     | 0             | 0             | —            | —            | —           | —           | —         | —     | 10        | 0     |
| Yokohama FC         | 2021           | J1 League               | 12        | 0     | 1             | 0             | 1            | 0            | —           | —           | —         | —     | 14        | 0     |
| Yokohama FC         | 2022           | J2 League               | 6         | 0     | 0             | 0             | —            | —            | —           | —           | —         | —     | 6         | 0     |
| Yokohama FC         | Total          | Total                   | 38        | 1     | 2             | 0             | 1            | 0            | —           | —           | —         | —     | 41        | 1     |
| Carreira total      | Carreira total | Carreira total          | 657       | 115   | 50            | 11            | 49           | 8            | 24          | 3           | 4         | 0     | 795       | 136   |

1. ↑  Inclui Copa do Imperador, Coppa Italia, Copa da Escócia, Copa del Rey
2. ↑  Inclui Copa da Liga Japonesa, Copa da Liga Escocesa
3. ↑  Aparições no Campeonato J.League
4. ↑  Aparições nos play-offs de rebaixamento da Serie A
5. 1 2 3  Aparições na UEFA Champions League
6. ↑  Aparições na AFC Champions League
7. ↑  Aparições na Japanese Super Cup

### Competições Internacionais dos Clubes
| Competições Internacionais | Competições Internacionais | Competições Internacionais | Competições Internacionais | Competições Internacionais |
| Ano                        | Competição                 | Camisa                     | Jogos                      | Gols                       |
| UEFA                       | UEFA                       | UEFA                       | UEFA Champions League      | UEFA Champions League      |
| -------------------------- | -------------------------- | -------------------------- | -------------------------- | -------------------------- |
| 2006-07                    | Celtic FC                  | 25                         | 8                          | 2                          |
| 2007-08                    | Celtic FC                  | 25                         | 4                          | 0                          |
| 2008-09                    | Celtic FC                  | 25                         | 5                          | 0                          |
| AFC                        | AFC                        | AFC                        | AFC Champions League       | AFC Champions League       |
| 2014                       | Yokohama F. Marinos        | 10                         | 5                          | 0                          |

### Competições Internacionais da Seleção
| Sede                                     | Torneios                                   | Resultado         |
| ---------------------------------------- | ------------------------------------------ | ----------------- |
| Coreia do Sul                            | Campeonato Asiático de Futebol Sub-19 1996 | Semi-finais       |
| Malásia                                  | Copa do Mundo FIFA Sub-20 de 1997          | Quartas-de-finais |
| Tailândia                                | Jogos Asiáticos de 1998                    | Fase de grupos    |
| Austrália                                | Jogos Olímpicos de Verão de 2000           | Quartas-de-finais |
| Líbano                                   | Copa da Ásia de 2000                       | Campeão           |
| França                                   | Copa das Confederações 2003                | Fase de grupos    |
| China                                    | Copa da Ásia 2004                          | Campeão           |
| Alemanha                                 | Copa das Confederações 2005                | Fase de grupos    |
| Alemanha                                 | Copa do Mundo 2006                         | Fase de grupos    |
| Indonésia, Malásia, Tailândia y Vietname | Copa da Ásia 2007                          | Semi-finais       |
| África do Sul                            | Copa do Mundo 2010                         | Oitavas-de-finais |

### Internacional
| time nacional | Ano   | Aparições | Golos |
| ------------- | ----- | --------- | ----- |
| Japan         | 2000  | 16        | 3     |
| Japan         | 2001  | 1         | 0     |
| Japan         | 2002  | 6         | 2     |
| Japan         | 2003  | 8         | 4     |
| Japan         | 2004  | 15        | 3     |
| Japan         | 2005  | 11        | 3     |
| Japan         | 2006  | 6         | 1     |
| Japan         | 2007  | 10        | 4     |
| Japan         | 2008  | 9         | 2     |
| Japan         | 2009  | 11        | 2     |
| Japan         | 2010  | 5         | 0     |
| Total         | Total | 98        | 24    |

Pontuações e resultados listam a contagem de gols do Japão primeiro, a coluna de pontuação indica a pontuação após cada gol de Nakamura.
| No. | Data                    | Local                    | Adversário                                            | Pontuação | Resultado | Competição                                           |
| --- | ----------------------- | ------------------------ | ----------------------------------------------------- | --------- | --------- | ---------------------------------------------------- |
| 1   | 16 de fevereiro de 2000 | Macau                    | Brunei, Seleção Bruneína de Futebol                   |           | 9–0       | Eliminatórias da Copa da Ásia de 2000                |
| 2   | 11 de junho de 2000     | Miyagi, Japan            | Eslováquia, Seleção Eslovaca de Futebol               |           | 1–1       | Kirin Cup                                            |
| 3   | 16 de agosto de 2000    | Hiroshima, Japão         | Emirados Árabes Unidos, Seleção Emiradense de Futebol |           | 3–1       | Amigável                                             |
| 4   | 2 de maio de 2002       | Kobe, Japão              | Honduras, Seleção Hondurenha de Futebol               |           | 3–3       | Kirin Cup                                            |
| 5   | 2 de maio de 2002       | Kobe, Japão              | Honduras, Seleção Hondurenha de Futebol               |           | 3–3       | Kirin Cup                                            |
| 7   | 18 de junho de 2003     | Saint-Denis, França      | Nova Zelândia, Seleção Neozelandesa de Futebol        |           | 3–0       | Copa das Confederações FIFA de 2003                  |
| 8   | 18 de junho de 2003     | Saint-Denis, França      | Nova Zelândia, Seleção Neozelandesa de Futebol        |           | 3–0       | Copa das Confederações FIFA de 2003                  |
| 9   | 20 de junho de 2003     | Saint-Étienne, França    | França, Seleção Francesa de Futebol                   |           | 1–2       | Copa das Confederações FIFA de 2003                  |
| 10  | 9 de junho de 2004      | Saitama, Japão           | Índia, Seleção Indiana de Futebol                     |           | 7–0       | Eliminatórias da Copa do Mundo 2006                  |
| 11  | 20 de julho de 2004     | Chongqing, China         | Omã, Seleção Omanense de Futebol                      |           | 1–0       | Copa da Ásia de 2004                                 |
| 12  | 24 de julho de 2004     | Chongqing, China         | Tailândia, Seleção Tailandesa de Futebol              |           | 4–1       | Copa Asiática de Seleções de 2004                    |
| 13  | 22 de junho de 2005     | Cologne, Alemanha        | Brasil, Seleção Brasileira de Futebol                 |           | 2–2       | Copa das confederações de 2005                       |
| 14  | 7 de setembro de 2005   | Miyagi, Japão            | Honduras, Seleção Hondurenha de Futebol               |           | 5–4       | Amigável                                             |
| 15  | 8 de outubro de 2005    | Riga, Letônia            | Letónia, Seleção Letã de Futebol                      |           | 2–2       | Amigável                                             |
| 16  | 12 de junho de 2006     | Kaiserslautern, Alemanha | Austrália, Seleção Australiana de Futebol             |           | 1–3       | Copa do Mundo de 2006                                |
| 17  | 13 de julho de 2007     | Hanoi, Vietnã            | Emirados Árabes Unidos, Seleção Emiradense de Futebol |           | 3–1       | Copa Asiática de Seleções de 2007                    |
| 18  | 16 de julho de 2007     | Hanói, Vietnã            | Vietname, Seleção Vietnamita de Futebol               |           | 4–1       | Copa Asiática de Seleções de 2007                    |
| 19  | 11 de setembro de 2007  | Klagenfurt, Áustria      | Suíça, Seleção Suíça de Futebol                       |           | 4–3       | Amigável                                             |
| 20  | 11 de setembro de 2007  | Klagenfurt, Áustria      | Suíça, Seleção Suíça de Futebol                       |           | 4–3       | Amigável                                             |
| 21  | 2 de junho de 2008      | Yokohama, Japão          | Omã, Seleção Omanense de Futebol                      |           | 3–0       | Eliminatórias para a Copa do Mundo FIFA de 2010      |
| 22  | 2 de junho de 2008      | Manama, Bahrain          | Bahrein, Seleção Barenita de Futebol                  |           | 3–2       | Eliminatórias para a Copa do Mundo FIFA de 2010      |
| 23  | 28 de março de 2009     | Saitama, Japão           | Bahrein, Seleção Barenita de Futebol                  |           | 1–0       | 2010 Eliminatórias para a Copa do Mundo FIFA de 2010 |
| 24  | 18 de novembro de 2009  | Hong Kong                | Hong Kong, Seleção Honconguesa de Futebol             |           | 4–0       | Eliminatórias da Copa da Ásia de 2011                |

## Honras
Yokohama F. Marinos
- J.League: 2000
- J.League Cup: 2001[27]
- Copa do Imperador: 2013

Celtic
- Campeonato Escoces: 2005–06, 2006–07, 2007–08
- Copa da Escocia: 2006–07
- Copa da Liga Escocesa: 2005–06, 2008–09

Japão
- AFC Asian Cup: 2000, 2004[105]

Individual
Marinos
- Selecionado para o prêmio Revelação da J-League: 1997

- J.League MVP: 2000,[26] 2013[26]
- J.League Best Eleven: 1999,[26] 2000,[26] 2013[26]
- Selecionado para Seleção da J-League: 2001,2012
- Equipe do 30º aniversário da J.League[119]
- Líder de Assistências da J-League: 1998,1999,2000,2010.
- Jogador que mais marcou gols de falta na história da J-League (21 gols)
- Jogador de futebol japonês do ano: 2000,[120] 2013[120]
- Gol Mais Bonito J-League: 2010(Yokohama F. Marinos 4x0 Kawasaki Frontale
- Gol Mais Bonito J-League: 2012(Nagoya Grampus 1x1 Yokohama F. Marinos)

Japão
- Bola de Bronze da Copa das Confederações: 2005
- Seleção da Copa das Confederações: 2003,2005
- AFC Copa da Ásia MVP: 2004[13]
- AFC Copa da Ásia Best Eleven: 2000, 2004, 2007
- Gol Mais Bonito Copa da Ásia: 2004(Japão 1x0 Omã)

Celtic
- Jogador do Ano Celtic: 2006–07[8]
- Jogador do Ano Escócia : 2006–07[9]
- Melhor Jogador do Campeonato Escocês: 2006–07[121]
- Líder de Assistências do Campeonato Escocês: 2006/7,2008/9
- Nominado para o Ballon d'Or : 2006/07
- 7°Melhor jogador do mundo da fifa (2004)
- Time da Temporada da Escócia: 2006–07[122]
- Gol da Temporada Da Escócia: 2006–07(Celtic 2x2 Dundee United)[8]
- Gol da Temporada Da Escócia: 2007–08(Celtic 2x1 Rangers)
- Gol Mais Bonito UEFA Champions League: 2006/07(Celtic 1X0 Man.Utd)